# Hal Varian

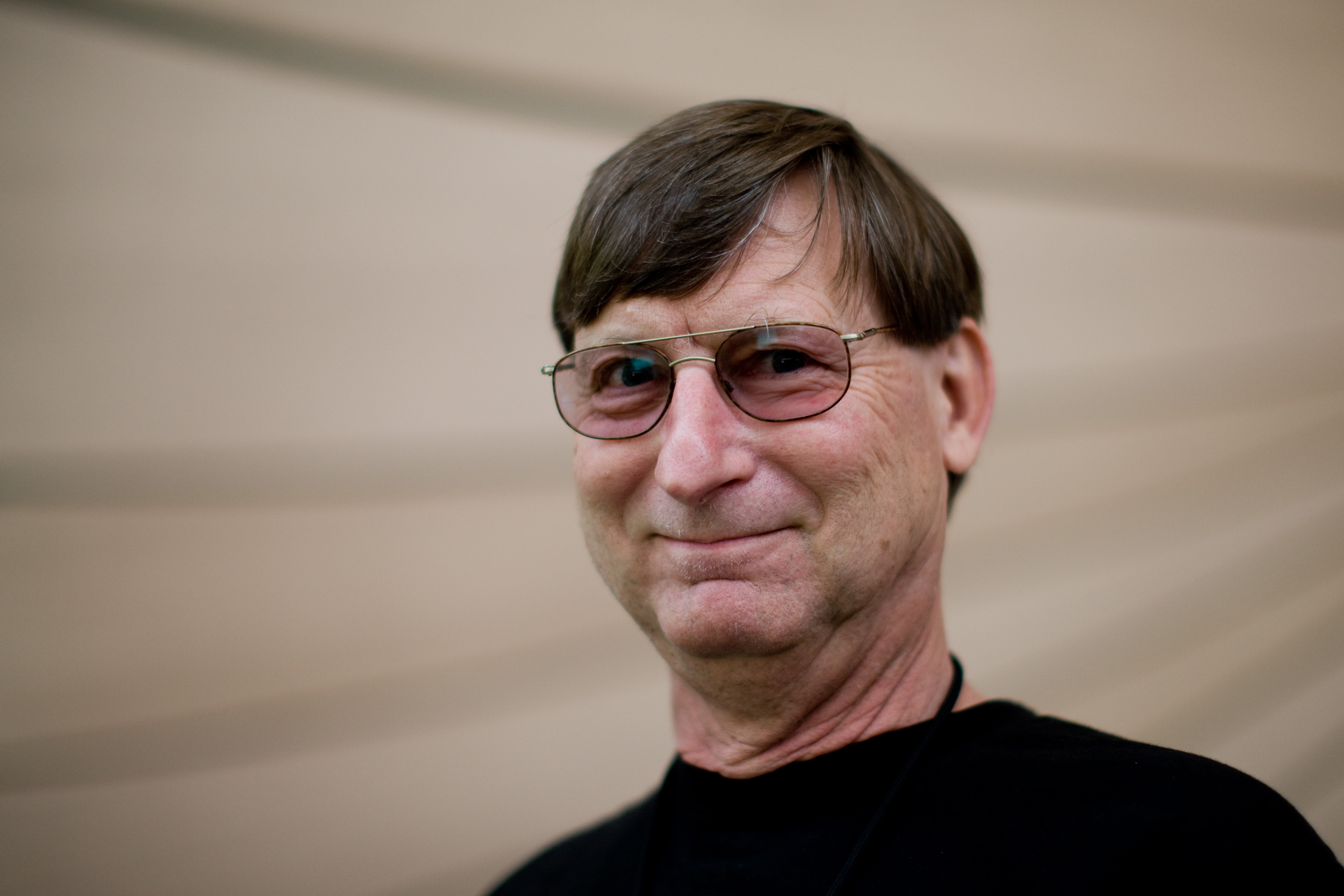
Hal Varian

Hal Ronald Varian (Wooster, Ohio, 18 maart 1947) is een Amerikaans econoom die gespecialiseerd is in de micro-economie en de informatie-economie. Hij is chefeconoom bij Google. Tevens is hij emeritus professor aan de Universiteit van Californië, Berkeley, waar hij oprichtend decaan van de UC Berkeley School of Information was. Hij schreef twee goed verkopende tekstboeken Intermediate Microeconomics en Micro-economic Analyse, een geavanceerde tekst. Samen met Carl Shapiro is hij co-auteur van Information Rules: A Strategic Guide to the Network Economy

Vanaf 2002 werkte hij soms als consultant bij Google. Daar heeft hij gewerkt aan het ontwerp van veilingen voor reclame, econometrie, financiering, bedrijfsstrategie en overheidspolitiek. 
In 1969 behaalde hij zijn BS in de economie aan MIT. In 1973 behaalde hij zowel een MA in de wiskunde als een Ph.D. in de economie aan de University of California, Berkeley. Hij heeft gedoceerd aan MIT, Stanford University, de Universiteit van Oxford, de Universiteit van Michigan en andere universiteiten in de gehele wereld. Hij heeft twee eredoctoraten ontvangen: een in 2002 van de Universiteit Oulu in Finland en in 2006 eentje van het Karlsruher Institut für Technologie (KIT) in Duitsland.